# 須藤実咲
須藤 実咲（すとう みさき、1979年10月19日 - ）は、東京都出身のタレント、モデル、女優。

## 主な出演作品

### CM
- 小僧寿しチェーン シリーズ
(手作り)、「企業」 (お店で舎利づくり)、「予約」 (まぐろ)、「寿しの日フェア」、「企業」 (満足新聞)、「父の日フェア」、(満足家の人々 舎利)、(満足家)
- 森永乳業「ココア」
- アイホン「企業」
- バンダイ「電子手帳」
- サンヨー食品「企業」
- ライオン「クリニカ」
- 永谷園「チャーハンの素」、「ふりかけ」
- バンダイ「ドンジャラ」
- 富士フイルム「企業」
- カネボウフーズ「菓子」
- エポック社「企業」
- ナショナル「ミキサー」
- 積水ハイム「企業」

### バラエティ番組
フジテレビ
- あっぱれさんま大先生（1990年4月〜1996年3月 レギュラー出演、フジテレビ）

### ドラマ
NHK
- 寺子屋ゆめ指南（1997年〜1998年）お末役

テレビ朝日
- 激走戦隊カーレンジャー（1996年10月〜1997年2月 第34、45、48話）ラジエッタ / ホワイトレーサー役

### 映画
- 花のズッコケ児童会長 （1991年） ハカセの妹役

### 月刊誌（モデル）
- 月刊漫画雑誌『りぼん』（集英社発行）の巻頭ページにて、ファッション・ファッション小物等の紹介モデルとして毎月出演していた（1991年-1994年）

- 月刊ピチレモン（学研）学習研究社（現・学研ホールディングス）にファッションモデルとして出演。主に特集や企画ページなどに出演していた。（1991年-1994年）

## CD
シングル
- 夢見るらぶらぶラジエッタ （1996年10月19日、日本コロムビア）

アルバム
- 変わるわよ I LOVE MUSIC （1997年9月25日、カエルカフェ）